# Фридрих Гогенцоллерн-Гехингенский
Фридрих Герман Отто Гогенцоллерн-Гехингенский (нем. Friedrich Hermann Otto Hohenzollern-Hechingen; 22 июля 1776, Намюр — 13 сентября 1838, замок Линдих в Гехингене) — владетельный князь Гогенцоллерн-Гехингена с 2 ноября 1810 года.

## Происхождение и образование
Единственный сын князя Германа Гогенцоллерна-Гехингенского (1751—1810) и принцессы Максимилианы Альбертины де Гавр (1753—1778), наследницы одного из древнейших родов Бельгии.

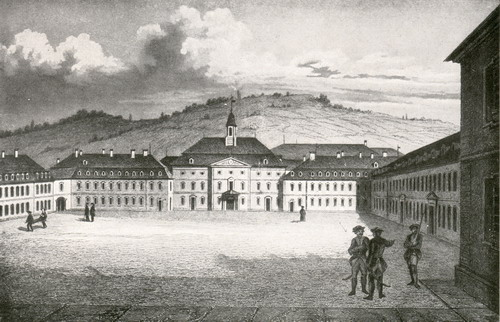
Каролинская академия в Штутгарте

Принц был крещен в Намюрском соборе (современная Бельгия). В 1790 году он был отправлен на учёбу в каролинскую военную академию (Karlsschule) в Штутгарте. Незадолго до принца в ней учился Фридрих Шиллер. После учёбы во многих немецких университетах принц Фридрих был представителем при надворном императорском совете в Вене.

## Дипломатическая карьера
Наследный принц Фридрих Гогенцоллерн-Гехинген уже с юных лет участвовал в трудных дипломатических переговорах. В 1800 году он получил от императора Священной Римской империи Франца II титул имперского принца. Несмотря на тесную связь с Габсбургами принц Фридрих достиг успеха в переговорах с Францией, княжество Гогенцоллерн-Гехинген было освобождено от высокой контрибуции.

## Брак и дети
26 апреля 1800 года в Праге Фридрих женился на принцессе Луизе Паулине Марии Бирон-Саганской (19 февраля 1782 — 8 января 1845), дочери последнего герцога Курляндии Петра Бирона. В браке у супругов родился единственный сын:
- Фридрих Вильгельм Константин (1801—1869), последний князь Гогенцоллерн-Гехинген (1838—1849)

Со своей женой Фридрих примерно год прожил в Курляндском дворце в Берлине.
В 1805 году принц Фридрих расстался со своей женой Полиной, однако официального развода не было. Полина родила дочь Марию Уилсон. Отцом девочки был Луи Виктор Мериадек де Роган (1768—1836), первый муж сестры Полины — Вильгельмины Саганской. В связи с этим Полина была лишена возможности воспитывать своего сына Константина, который был отдан нянькам.

## На службе у Наполеона

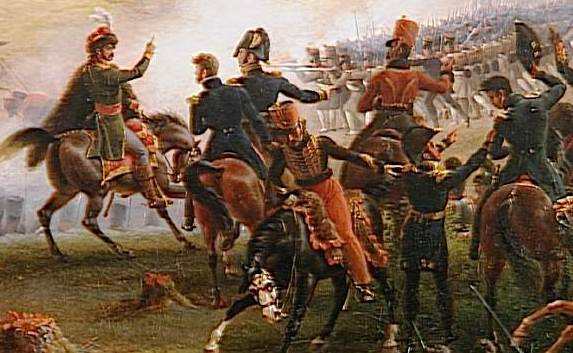
Поход Мюрата на Москву

В 1801 году князь Герман Гогенцоллерн-Гехинген отправил Фридриха в Париж с целью получения компенсации за утраченные имения в Голландии. Его родственница, княгиня Амалия фон Гогенцоллерн-Зигмаринген находилась в дружеских отношениях с тогдашним первым консулом Наполеоном Бонапартом, его женой Жозефиной де Богарне и французским министром иностранных дел Талейраном. В 1803 году во время Германской медиатизации Фридрих Гогенцоллерн-Гехинген получил княжество в качестве замены за потерянные владения после заключения Люневильского мира 1801 года. В состав его владений вошли монастыри Stetten и St. Luzen, Рангендинген и Hirschlatt.
После вступления княжества Гогенцолелрн-Гехинген в состав Рейнского союза в 1806 году Фридрих стал офицером французской армии. Вначале он был адъютантом короля Вестфалии Жерома Бонапарта, брата Наполеона. В 1806 году принц осадил город Глогау, затем Саган, родину своей жены Полины. Его отец князь Герман объявил праздник в честь «успехов армии Наполеона». В 1809 году принц Фридрих стал адъютантом неаполитанского короля Иоахима Мюрата, мужа сестры Наполеона Каролины Бонапарт. Во время вторжения «Великой армии» в Россию в 1812 году принц Фридрих получил тяжелые ранения, от которых уже не смог поправиться.

## Ветеран войны

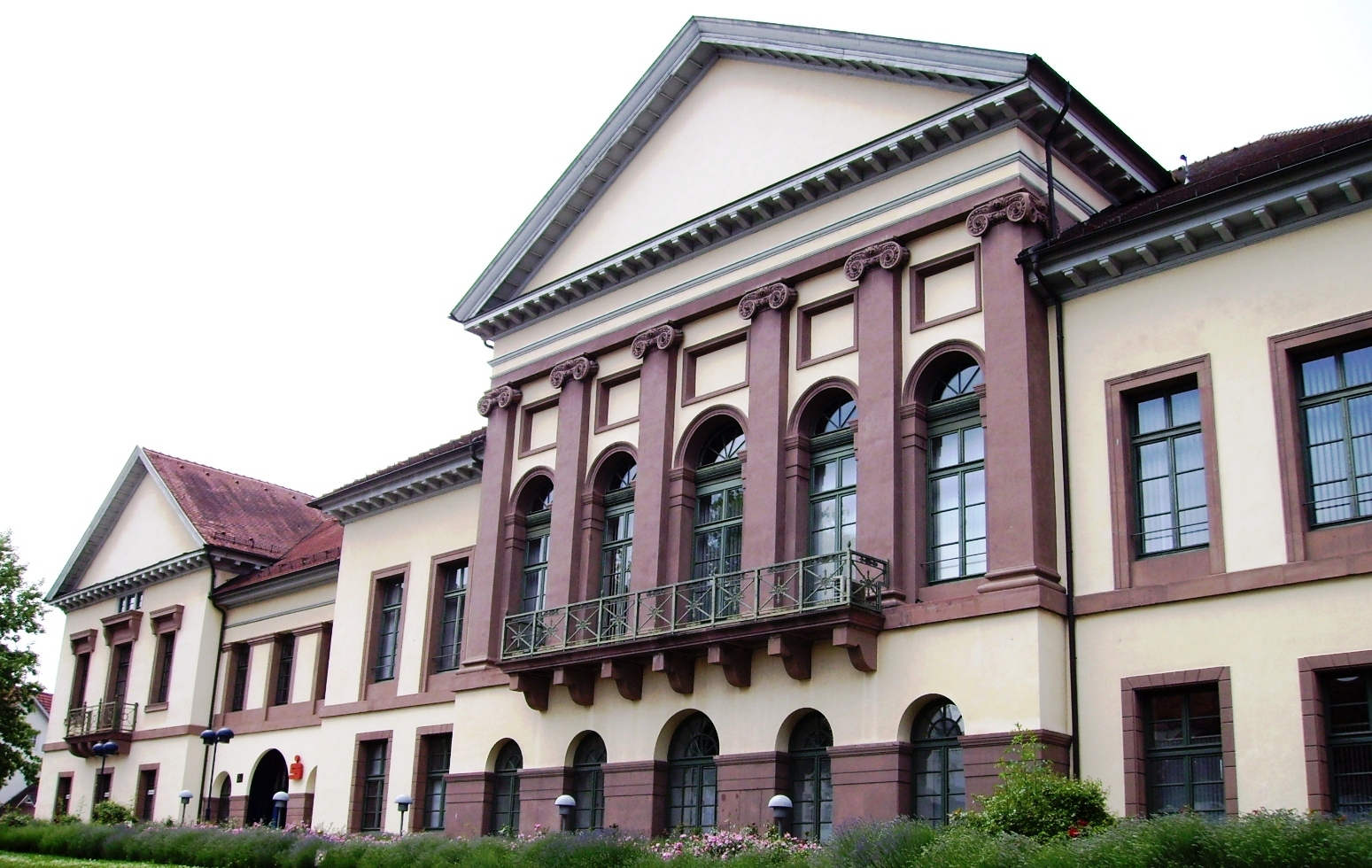
Новый Замок в Гехингене

После смерти своего отца в ноябре 1810 года Фридрих стал князем Гогенцоллерн-Гехингеном. После поражения Наполеона в битве под Лейпцигом в 1813 году и распада Рейнского союза князь Фридрих перешел на сторону антифранцузской коалиции. На Венском конгрессе в 1815 году князь Фридрих Гогенцоллерн-Гехинген оказался на стороне победителей и получил от Франции военные репарации, которые он использовал на строительство Нового Замка в Гехингене. Княжество Гогенцоллерн-Гехинген вошло в состав Германского союза и хорошо управлялось, несмотря на большие долги князя Фридриха. Его сын Константин был вынужден из-за плохого состояния здоровья отца принимать участие в управлении княжества.
16 июля 1819 года князь Фридрих Гогенцоллерн-Гехинген встретился с будущим королём Пруссии Фридрихом Вильгельмом IV на развалинах замка Гогенцоллерн. В своем письме от 17 марта 1820 года он просил, чтобы прусский кронпринц Фридрих Вильгельм поговорил о восстановлении замка со своим отцом, королём Пруссии Фридрихом Вильгельмом III. Фридрих-Вильгельм IV реализовал идею полной реконструкции Замка Гогенцоллерн только через двадцать лет (1850—1867).
Князь Фридрих страдал не только от полученных ранений на войне, но из-за неудачного брака с Полиной, который продолжалось существовать только на бумаге. Фридрих выезжал иногда на лечение в Баден.

## Покровитель искусств и реформатор

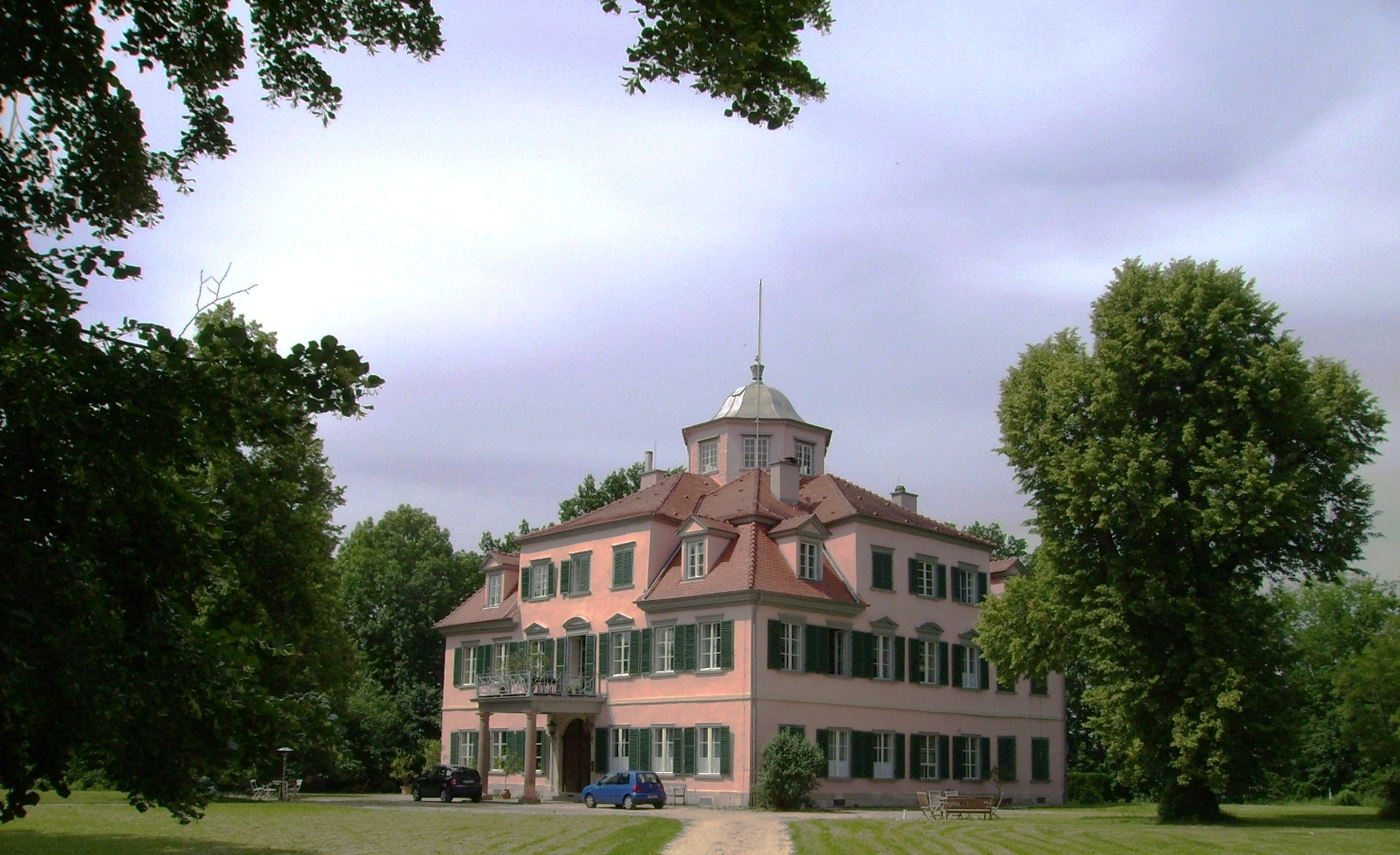
Замок Линдих в Гехингене

Сын Фридриха Константин 22 мая 1826 года женился на принцессе Евгении де Богарне (1808—1847), дочери герцога Лейхтенбергского Евгения де Богарне и принцессы Августы Амалии Баварской.
В летние месяцы старый князь жил в замке Линдих, расположенном под городом Гехинген. Туда он приглашал известных городских поэтов, так как Людвиг Уланд и Юстинус Кернер. Новый Замок, который не был окончательно достроен из-за отсутствия средств, использовался Фридрихом в зимние месяцы. Наследный принц Константин и невестка Евгения занимали Виллу Евгения.
В 1833 году князь Фридрих принял «Общие школьные правила». В 1835 году было издано новое постановление о городском самоуправлении. Отныне князь должен был назначать должностных лиц и писаря городского совета. Бургомистр и городской совет должны были избираться. Городской совет из своего состава назначал городского бухгалтера, сборщика налогов и городского архитектора.
Фридрих Гогенцоллерн-Гехинген считался человеком «очень простым в жизни, с глубоким гуманизмом и высоким научным образованием». В последние годы жизни здоровье князя продолжало ухудшаться. Невеста Евегния ухаживала за своим тестем до его смерти 13 сентября 1838 года а замке Линдих. Фридрих прожил 62 года.

## Награды
- Большой крест Ордена Вюртембергской короны (1818).